# Joe Prospero
Joe Dominic Prospero (Inghilterra, 25 settembre 1988) è un attore britannico.

## Biografia
Ha iniziato la sua carriera nel 2001, ed ha preso parte soprattutto in serie televisive.
Invece al cinema, è noto per aver interpretato Jack, uno dei quattro fratelli Davies, nel film Neverland - Un sogno per la vita.

## Filmografia parziale
- Neverland - Un sogno per la vita (2004)